# Élisabeth Vigée Le Brun
Élisabeth Louise Vigée Le Brun (Parigi, 16 aprile 1755 – Louveciennes, 30 marzo 1842) è stata una pittrice francese, considerata una delle più grandi ritrattiste del suo tempo, con Maurice Quentin de La Tour e Jean-Baptiste Greuze.
Fu pittrice della corte di Francia, di Maria Antonietta e di Luigi XVI, del Regno di Napoli, della corte dell'imperatore di Vienna, dell'imperatore di Russia e della Restaurazione. Si conoscono anche diversi autoritratti, di cui due con sua figlia.

## Biografia

### L'infanzia e la formazione
Suo padre, Louis Vigée (1715-1767), era pastellista. Di sua madre, Jeanne Maissin, si dice che fosse saggia e molto bella. Battezzata nella chiesa di Saint-Eustache a Parigi, fu poi messa a balia in campagna, a Épernon. Fu riportata a Parigi a sei anni, e messa in collegio al convento della Trinità. Qui si notò che la piccola Élisabeth-Louise disegnava dappertutto, sui muri della scuola non meno che sui suoi quaderni. La bambina aveva circa otto anni quando suo padre, estasiato davanti a un suo disegno, le profetizzò un avvenire di pittrice. A undici anni fu tolta dal convento e riportata a vivere in famiglia.
Nella sua autobiografia lei stessa ricorda come all'epoca si vedesse brutta e sgraziata, ma, una volta passati i quattordici anni, divenne una delle donne più belle di Parigi. In quel periodo morì suo padre, ed Elisabeth, inconsolabile, decise di darsi completamente alla passione che aveva condiviso con lui, il disegno. Si affermò precocemente come pittrice professionista, nonostante avesse solo quindici anni: gli ordini cominciarono ad arrivare, anche perché era divenuta la protetta di due grandi dame, Madame de Verdun, moglie di un fermier général (un grande appaltatore delle imposte) e la duchessa di Chartres, la moglie di Luigi Filippo d'Orléans.

### Un'ascesa rapida

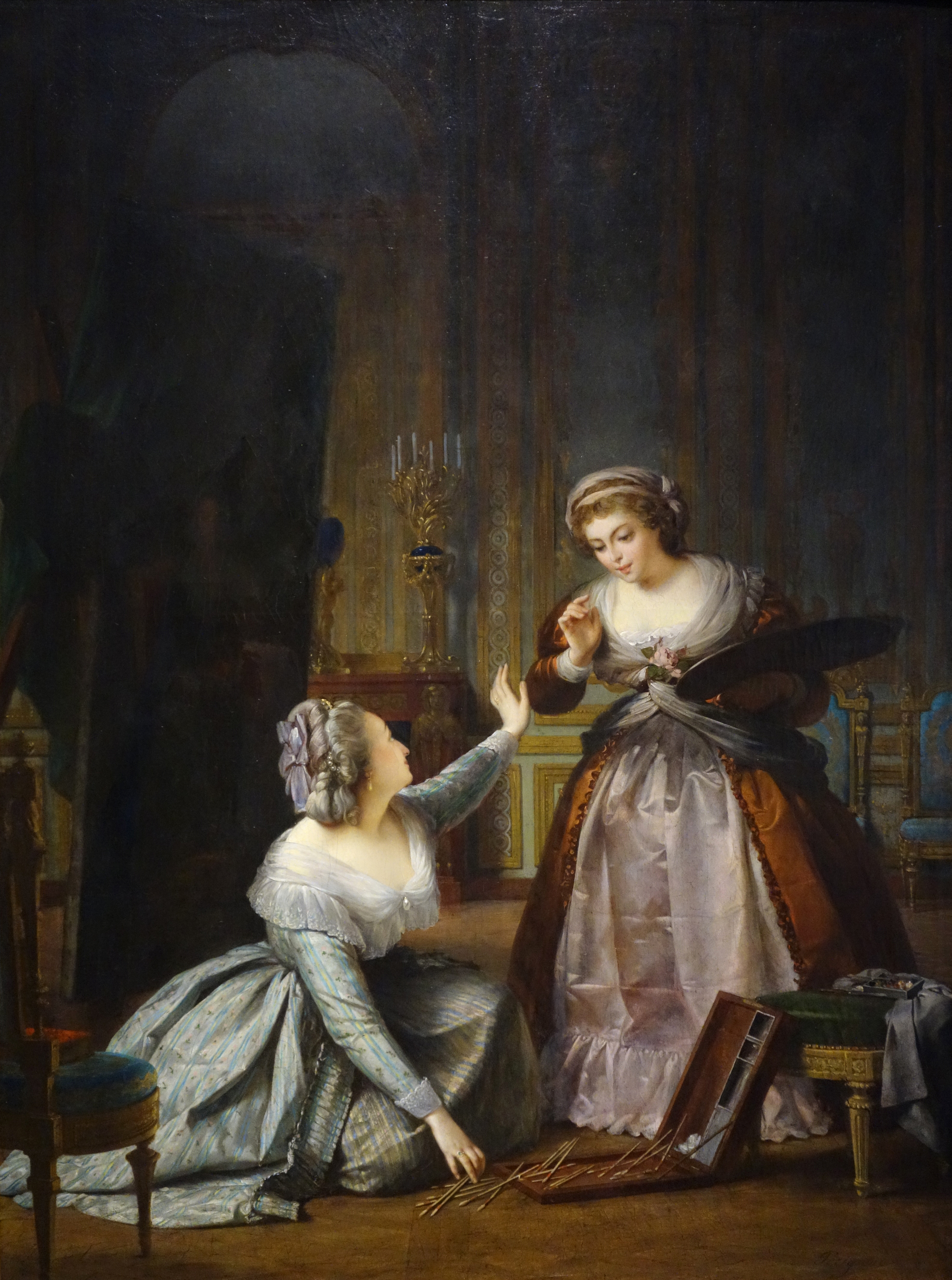
Alexis-Joseph Pérignon, Maria Antonietta raccoglie i pennelli di Madame Vigée Lebrun, 1859.

Nel 1768 la madre di Élisabeth si era risposata con un ricco gioielliere, Jacques-François Le Sèvre e la nuova famiglia Le Sèvre/Vigée era andata ad abitare a rue Saint-Honoré, di fronte al Palais-Royal. Nel 1770 Maria Antonietta arrivò in Francia per sposare il delfino Luigi Augusto. Nonostante vivesse, per ragioni professionali, in un ambiente straordinariamente libertino, Louise-Élisabeth era una virtuosa signorina piccolo borghese, tanto da rifiutare spesso le richieste di ritratti che i mondani dell'epoca le facevano per incontrarla, ed è sorprendente la facilità con cui trovò il suo posto nella società dei grandi del regno.
Nel 1775 offrì due suoi ritratti all'Académie Royale, ottenendone in cambio l'ammissione alle sedute pubbliche. Il 31 maggio 1783 fu ammessa alla Accademia Reale di pittura e scultura (che divenne nel 1795 Académie des Beaux Arts), insieme con la sua diretta rivale, Adélaïde Labille-Guiard. Il suo maestro fu Gabriel Briard, pittore mediocre ma buon insegnante, che la presentò poi a Horace Vernet, allora al culmine della sua fama. Ormai Élisabeth si guadagnava da vivere facendo ritratti.
Il 7 agosto 1775 Élisabeth Vigée sposò Jean-Baptiste-Pierre Le Brun, pittore sfaccendato (sfrutterà la celebrità della moglie e il glorioso cognome del suo pro - prozio Charles Le Brun), giocatore accanito e altrettanto accanito donnaiolo. Tuttavia Le Brun era anche un grande mercante di quadri, che fece molto per la carriera della moglie. Il 12 febbraio 1780 Madame Vigée Le Brun diede alla luce la prima e unica figlia, Jeanne-Julie-Louise. Si dice che continuasse a dipingere anche durante le prime contrazioni e che a fatica si decidesse a lasciare i suoi pennelli durante il parto. Famoso è l'episodio in cui, negli appartamenti della regina erano caduti i pennelli alla pittrice incinta, che furono poi raccolti da Maria Antonietta stessa.
Il successo continuò dopo la maternità: i suoi ritratti in cui i soggetti femminili risultavano allo stesso tempo somiglianti e imbelliti le conquistarono la simpatia e l'amicizia inseparabile di Maria Antonietta, che fece di lei la sua pittrice preferita e ufficiale nel 1778, e fu in intimo e fedele contatto con la corte prima e dopo la rivoluzione. Certo, il successo aveva il suo prezzo: la familiarità con l'ambiente di corte generò sul conto di Madame Vigée Lebrun pettegolezzi e vere e proprie calunnie che le attribuivano orge, dissipazione, relazioni adulterine con tutta Parigi, esattamente come avveniva per la sua protettrice Maria Antonietta. Le uniche liaisons che forse ebbe, furono quella con il conte di Vaudreuil (da lei ritratto), già amante della favorita della regina, Yolande de Polastron, duchessa de Polignac, e quella con Charles Alexandre de Calonne, ministro delle finanze che succedette a Jacques Necker nel 1783.

### L'esilio

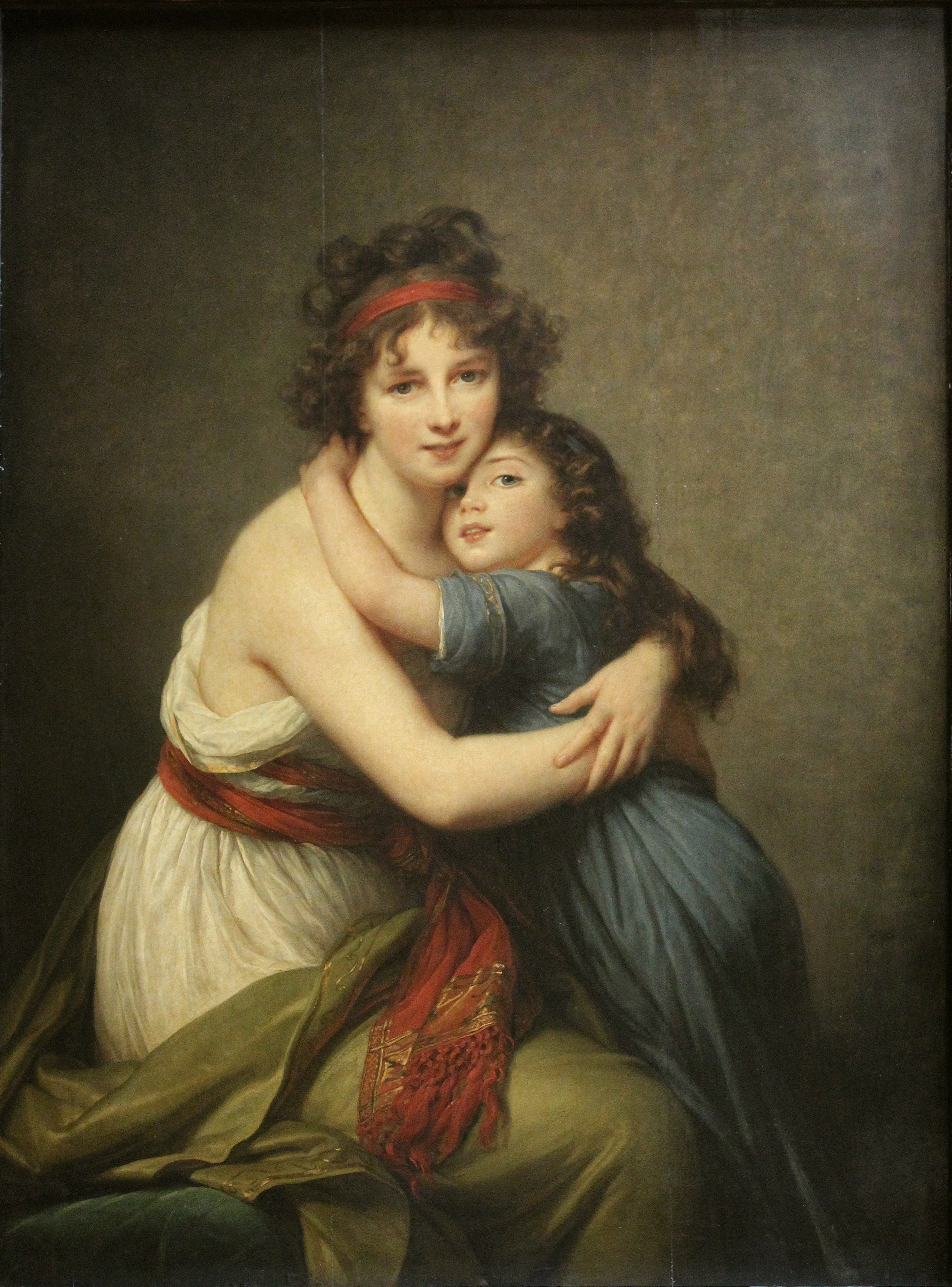
Autoritratto con la figlia (1789), Museo del Louvre, Parigi.

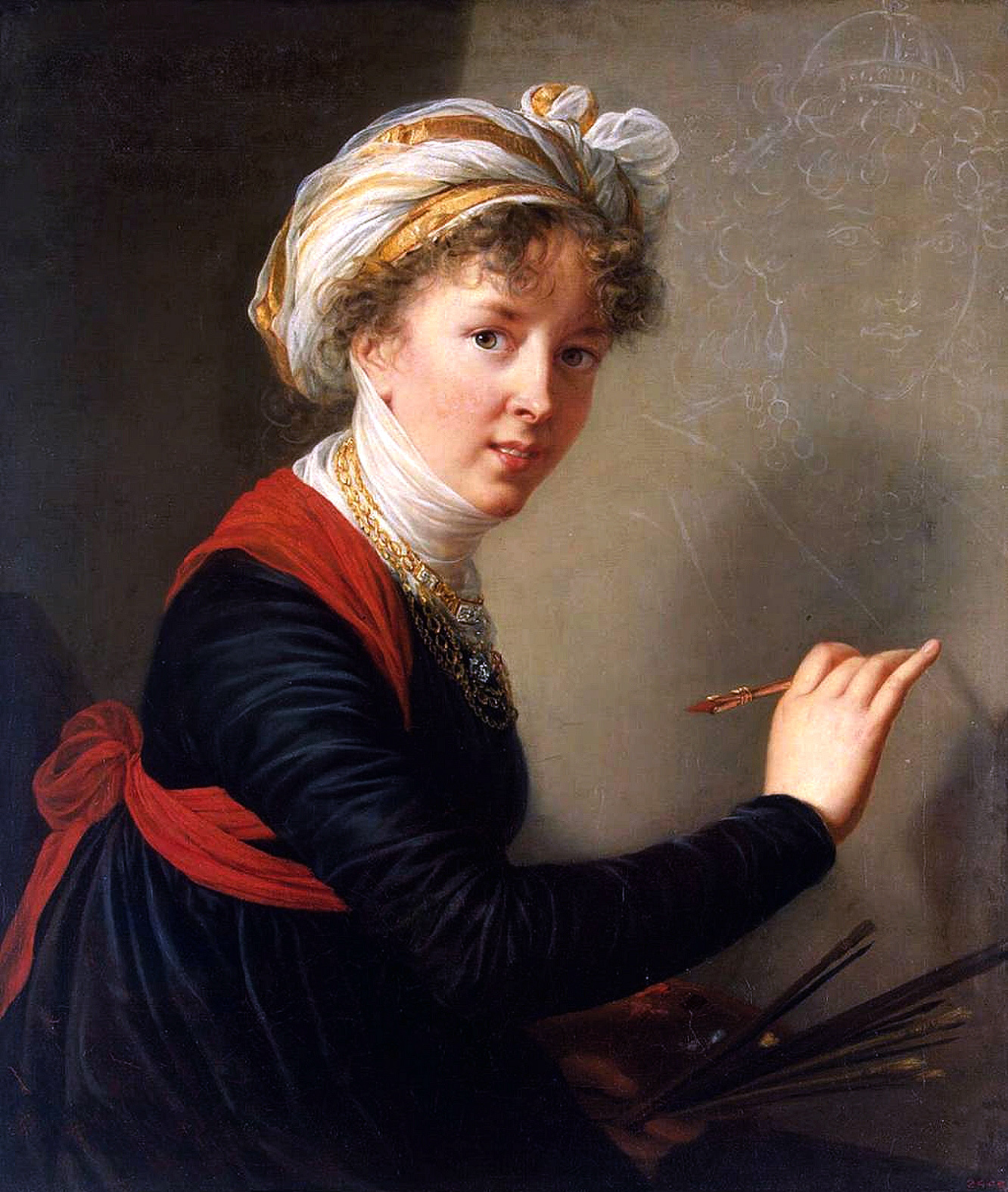
Autoritratto a 45 anni (1800)

Allo scoppio della rivoluzione francese abbandonò Parigi con sua figlia, la sua governante e 100 luigi, lasciandosi dietro il marito che la incoraggiò a fuggire, i quadri e il successo. La pittrice fu invitata, e continuò così a dipingere, in tutte le corti d'Europa - a Roma, a Vienna, a Londra, a San Pietroburgo, a Napoli. Il "Grand Tour" che fece nella penisola italiana la vide viaggiare da Torino a Napoli, passando per Parma, Modena, Bologna, Venezia, Firenze e Roma.
A Parma, il 15 luglio 1792, fu accolta tra gli accademici d'onore dell'Accademia Parmense, per cui, secondo la consuetudine, alla Galleria nazionale di Parma lasciò una sua opera eseguita per l'occasione, Il ritratto della figlia.
Nel 1800 sua figlia sposò un certo Gaëtan Bertrand Nigris, sgradito alla pittrice. Questo evento fu per Élisabeth Vigée Le Brun un vero strazio: delusa dal marito, ella aveva fondato tutto il proprio mondo affettivo su quell'unica figlia, che ora l'abbandonava. Le due donne non si riconciliarono mai del tutto. Nello stesso anno l'artista fu cancellata da Napoleone dalla lista degli émigrés e sarebbe potuta dunque rientrare a Parigi, ma lo fece solo due anni dopo.

### Il ritorno in Francia

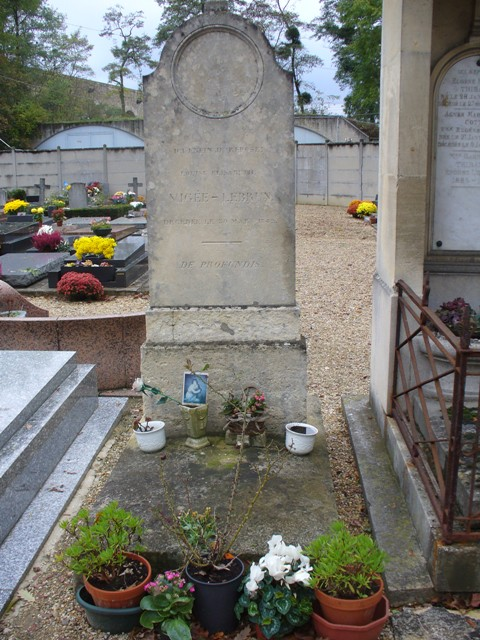
La sua tomba

Nel 1805 Vigée Le Brun eseguì il ritratto di Carolina Bonaparte, una delle sorelle di Napoleone e regina di Napoli. Nel 1809, a 54 anni, prese a vivere dividendosi tra Parigi, dove aprì un salotto letterario, e Louveciennes, in una casa di campagna vicino al castello di Madame du Barry, alla quale prima della rivoluzione aveva fatto tre ritratti.
Tra il 1813 e il 1820 perse quanto le restava del nucleo familiare: l'ex marito nel 1813, la figlia nel 1819, il fratello Louis-Jean-Baptiste-Étienne (nato nel 1758) nel 1820. Nel 1830 assistette ad un nuovo sconvolgimento, la rivoluzione di luglio, che esiliò definitivamente i Borbone-Francia, portando al trono Luigi Filippo I d'Orléans. Verso il 1835, a 80 anni, pubblicò i propri Souvenirs.
Morì a quasi 87 anni, il 30 marzo 1842, e fu sepolta nel cimitero di Louveciennes.

## Galleria d'immagini

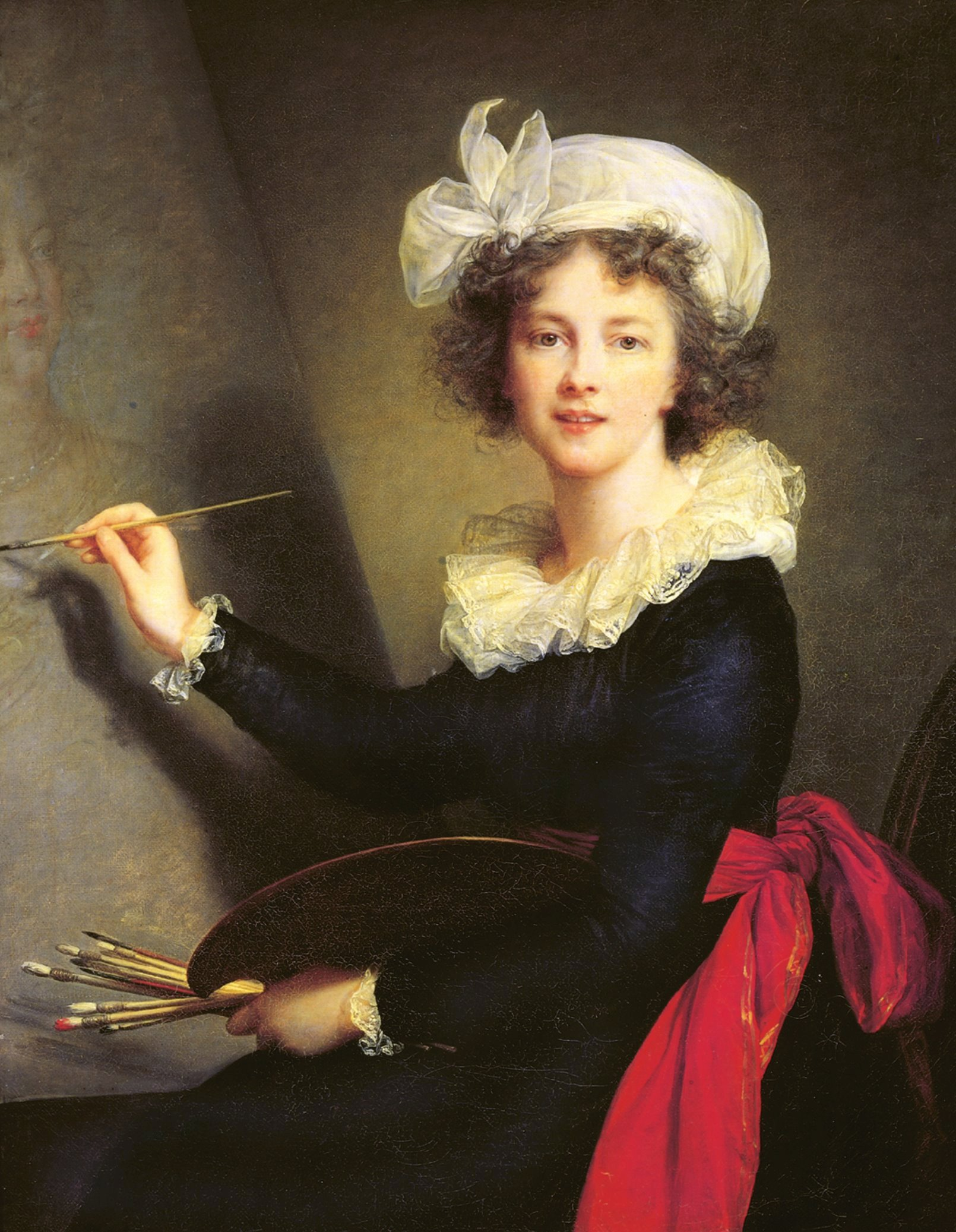
Autoritratto mentre dipinge Maria Antonietta (1790), Galleria degli Uffizi, Firenze.
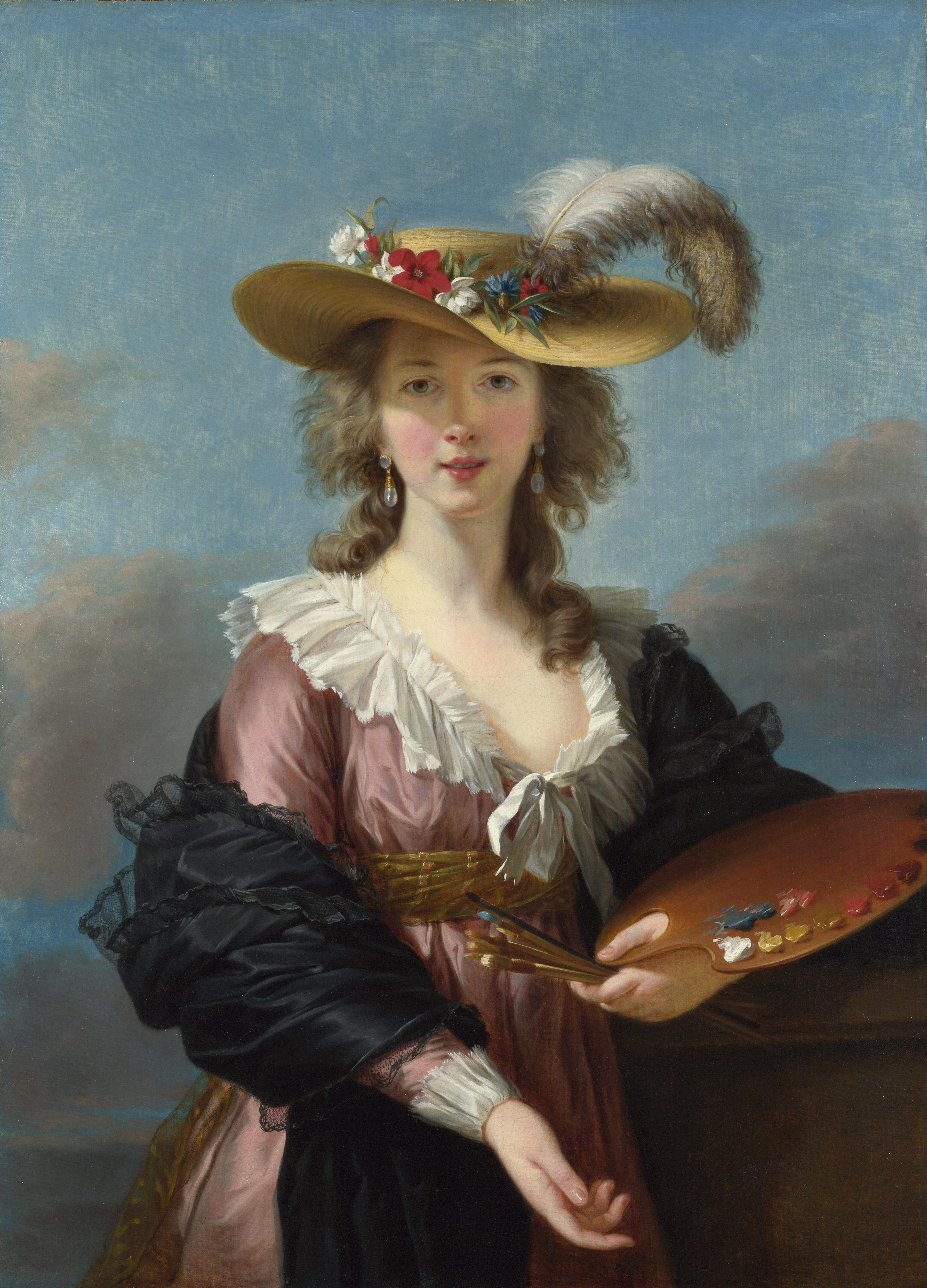
Autoritratto con tavolozza (1782). National Gallery, Londra.
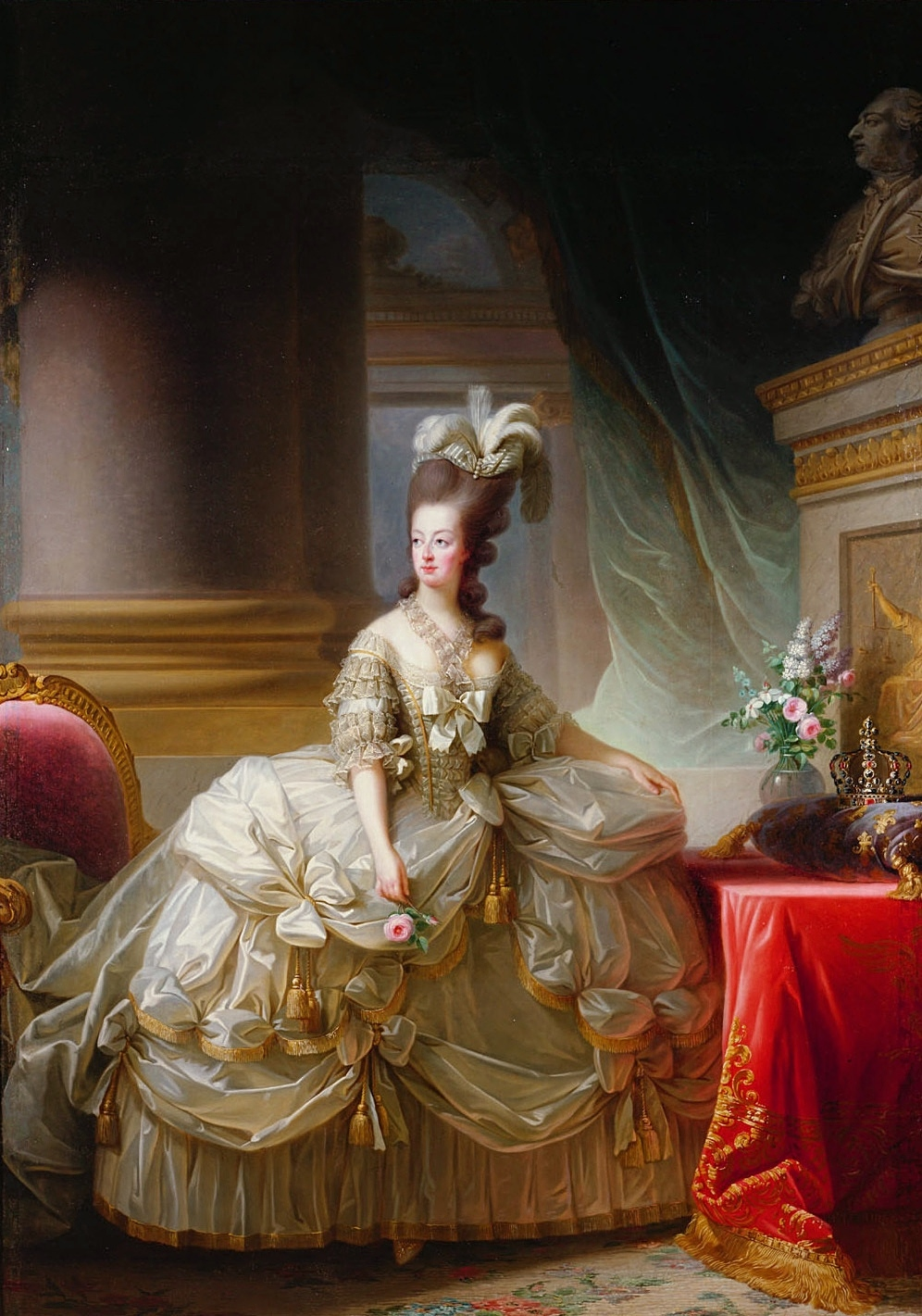
Maria Antonietta in gran abito di corte (1778). Kunsthistorisches Museum, Vienna.
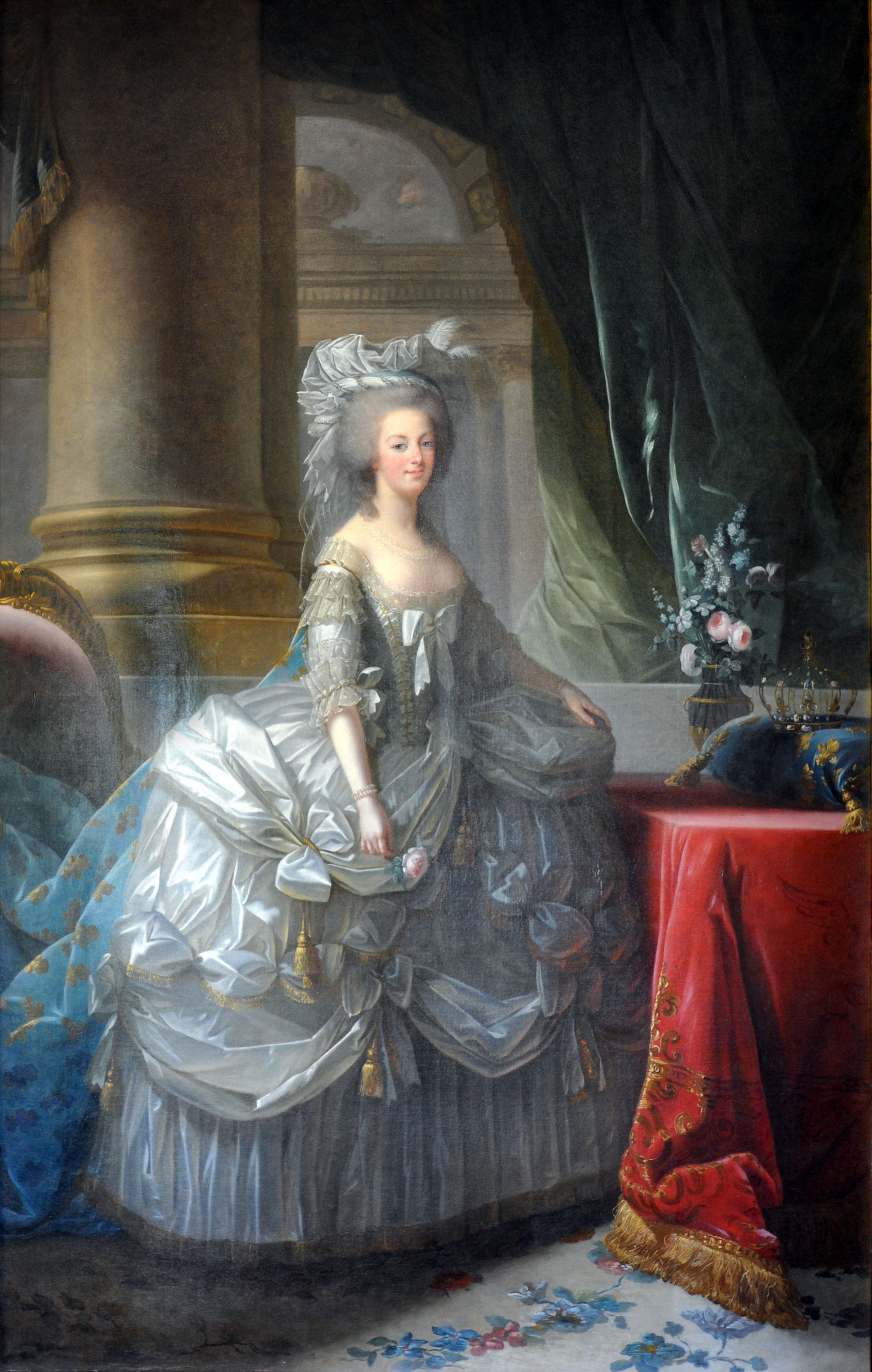
Maria Antonietta in gran abito di corte (1779). Castello di Versailles, Versailles.
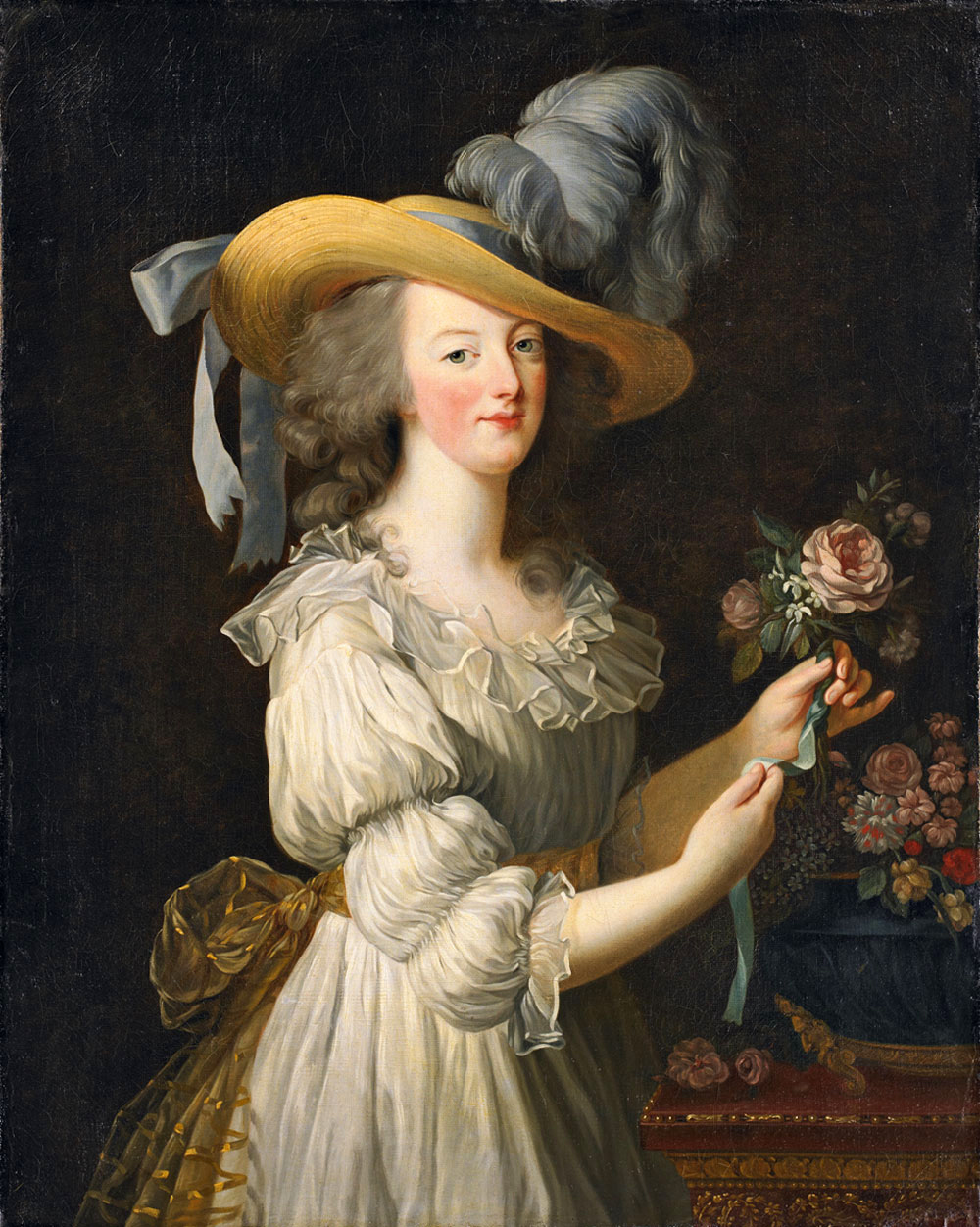
Maria Antonietta en Gaulle (1783). Schloß Wolfsgarten, Assia.
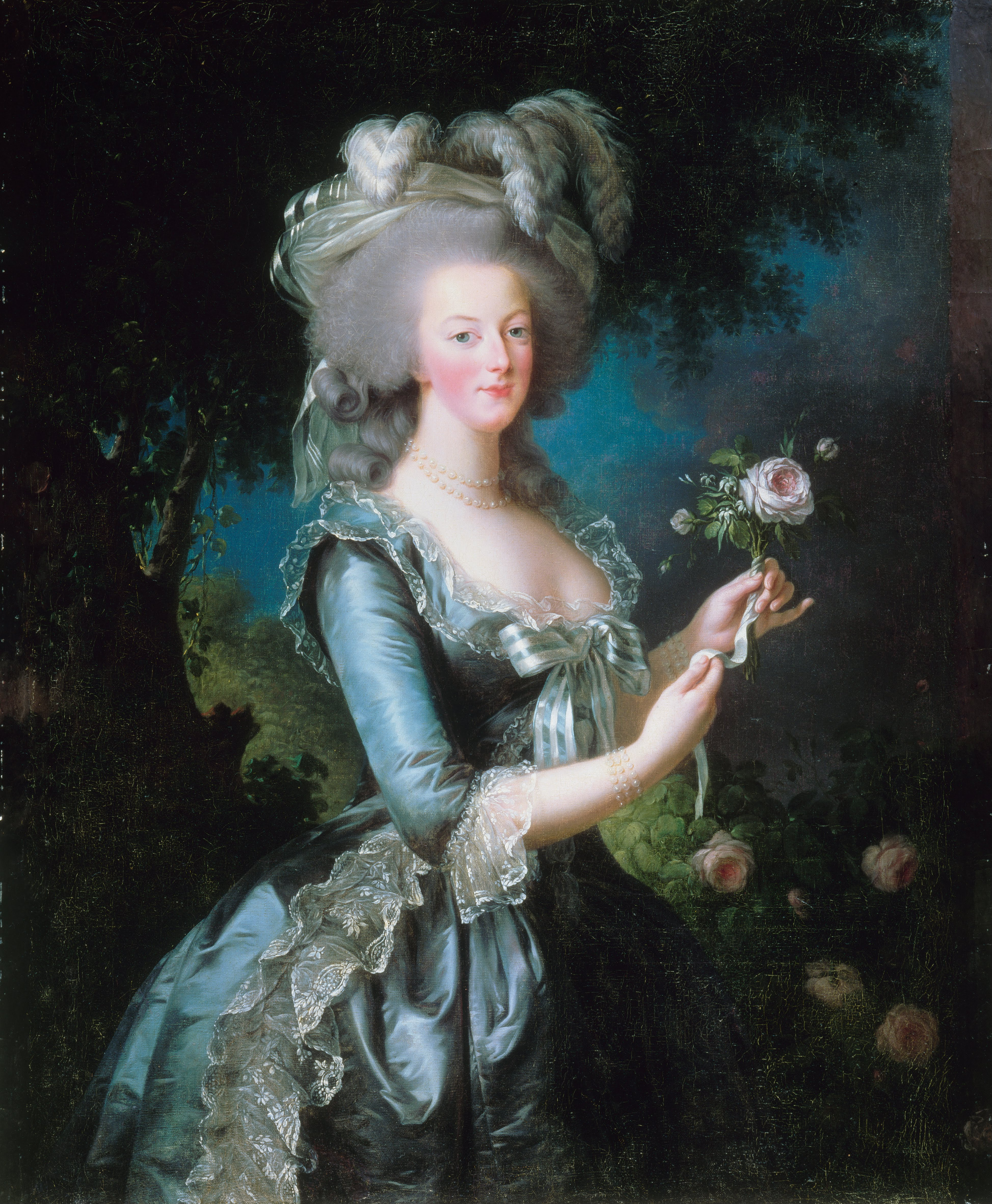
Ritratto di Maria Antonietta con la rosa (1783), versione ufficiale del dipinto. Castello di Versailles, Versailles.
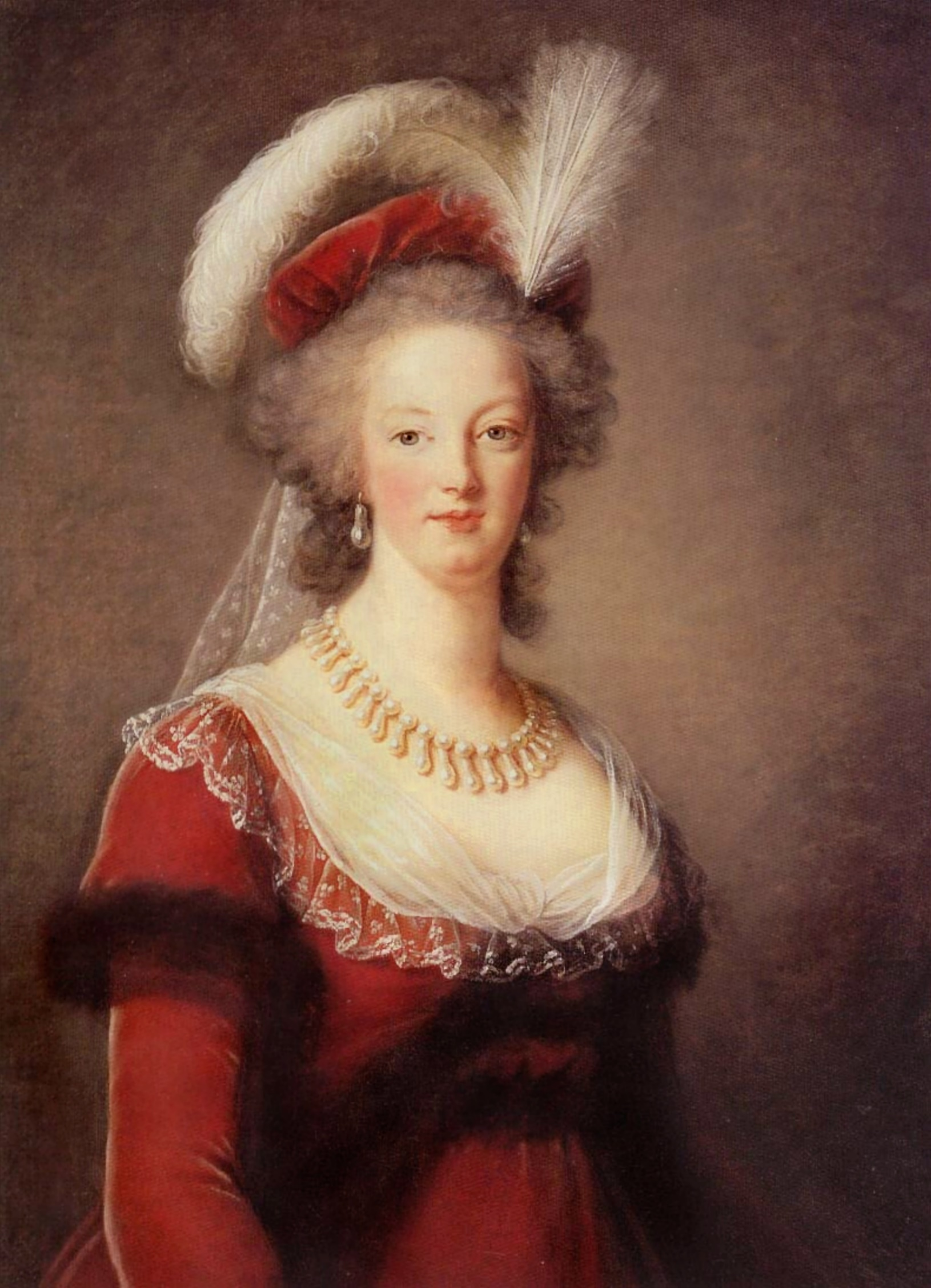
Ritratto di Maria Antonietta a mezzo busto (1786). Castello di Versailles, Versailles.
Maria Antonietta con i suoi figli (1787). Castello di Versailles, Versailles.
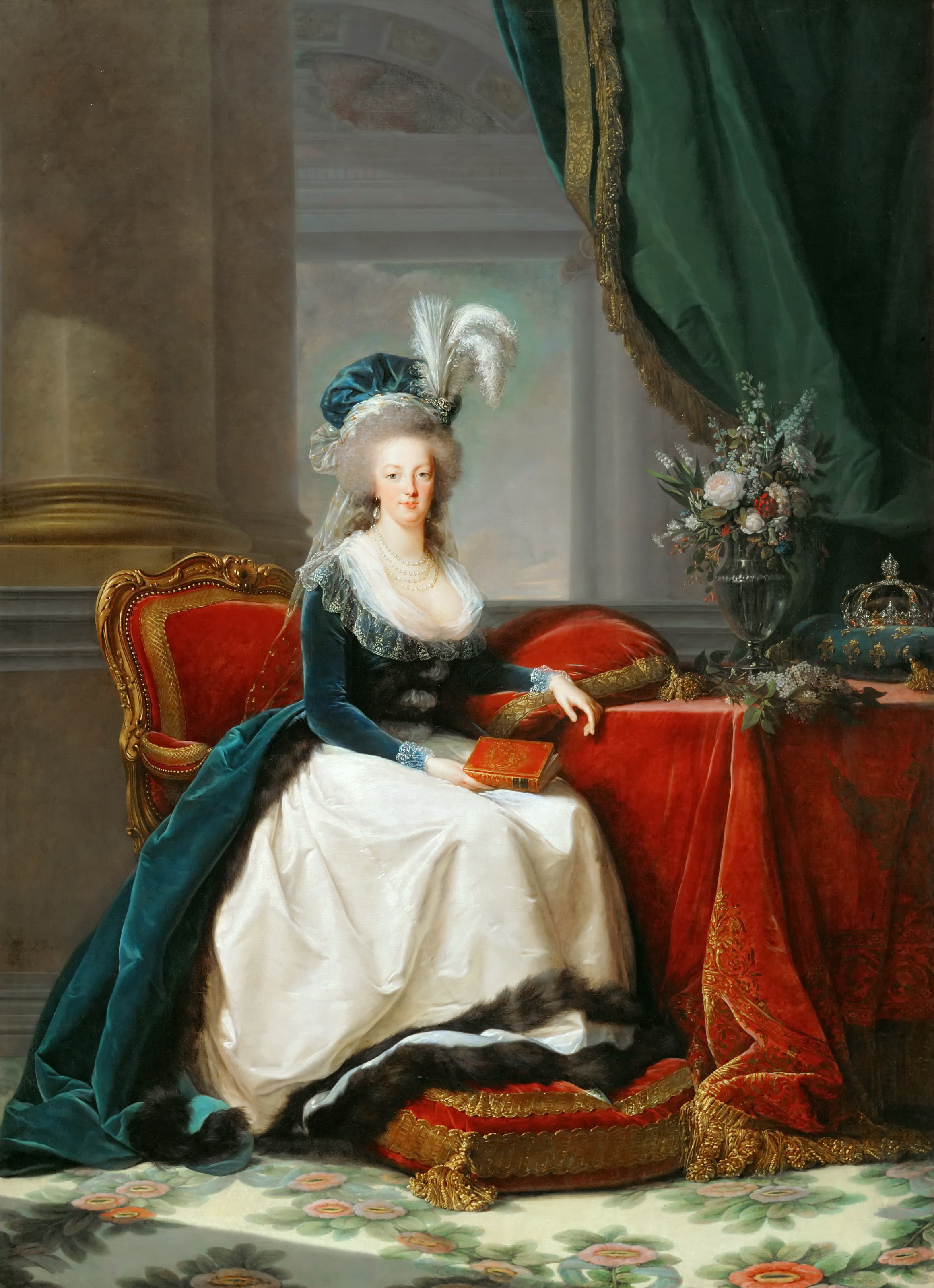
Maria Antonietta con un libro (1788). Castello di Versailles, Versailles.
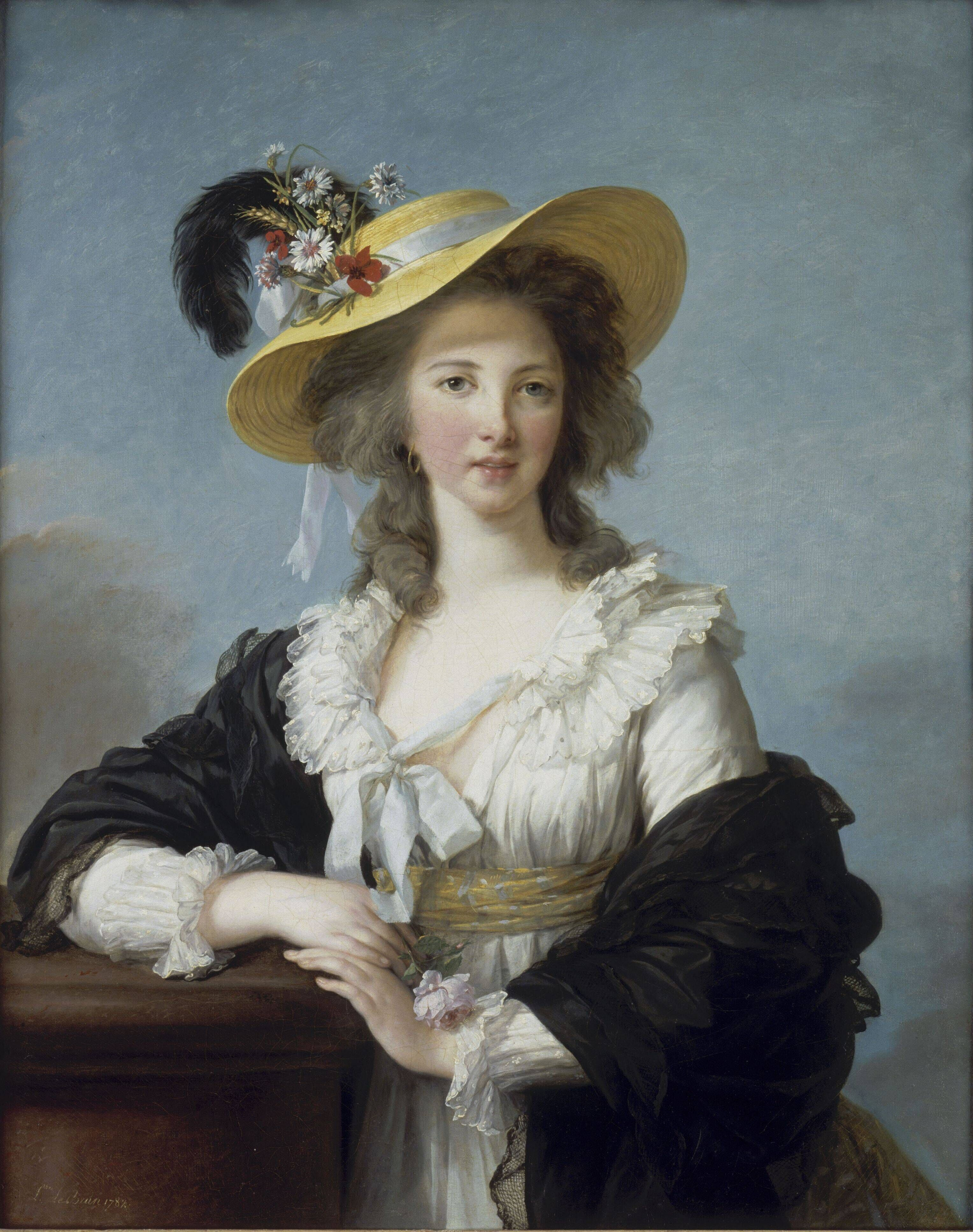
Yolande de Polastron, duchessa de Polignac (1789). Castello di Versailles, Versailles.
Madame du Barry (1781). Philadelphia Museum of Art, Filadelfia.
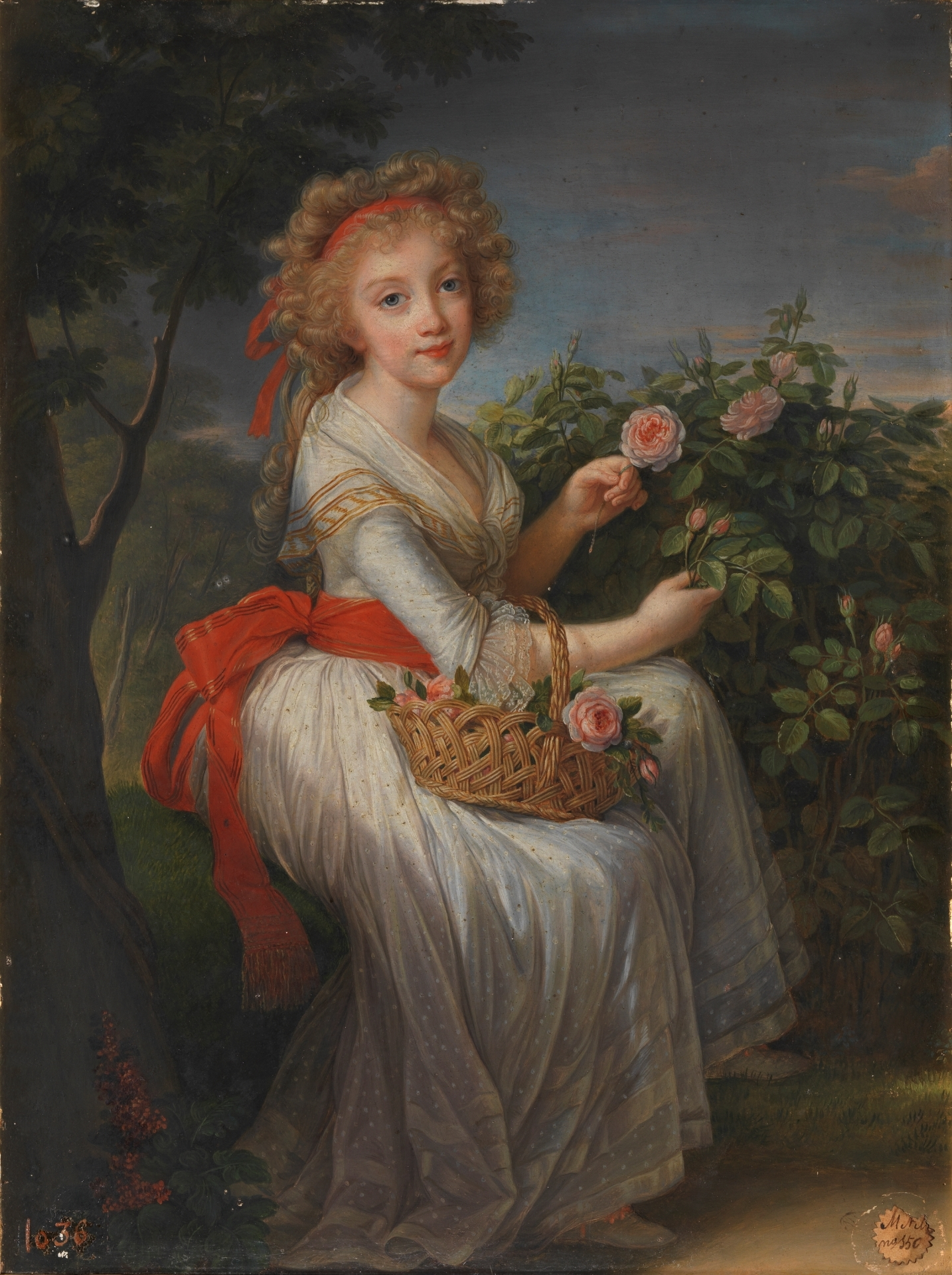
Ritratto della principessa Maria Cristina. Museo del Prado, Madrid.
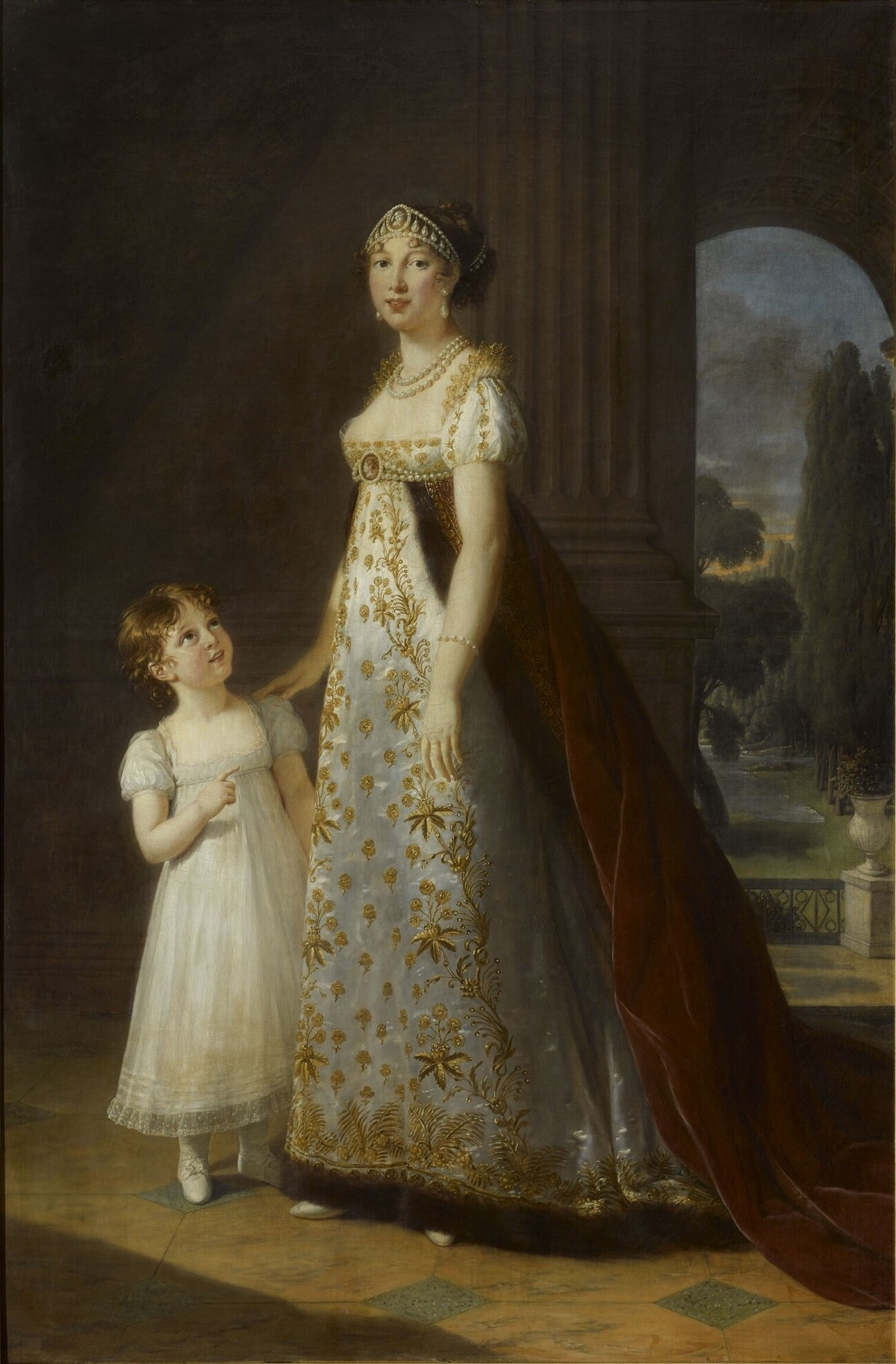
Carolina Bonaparte con la figlia Letizia (1807). Castello di Versailles, Versailles.
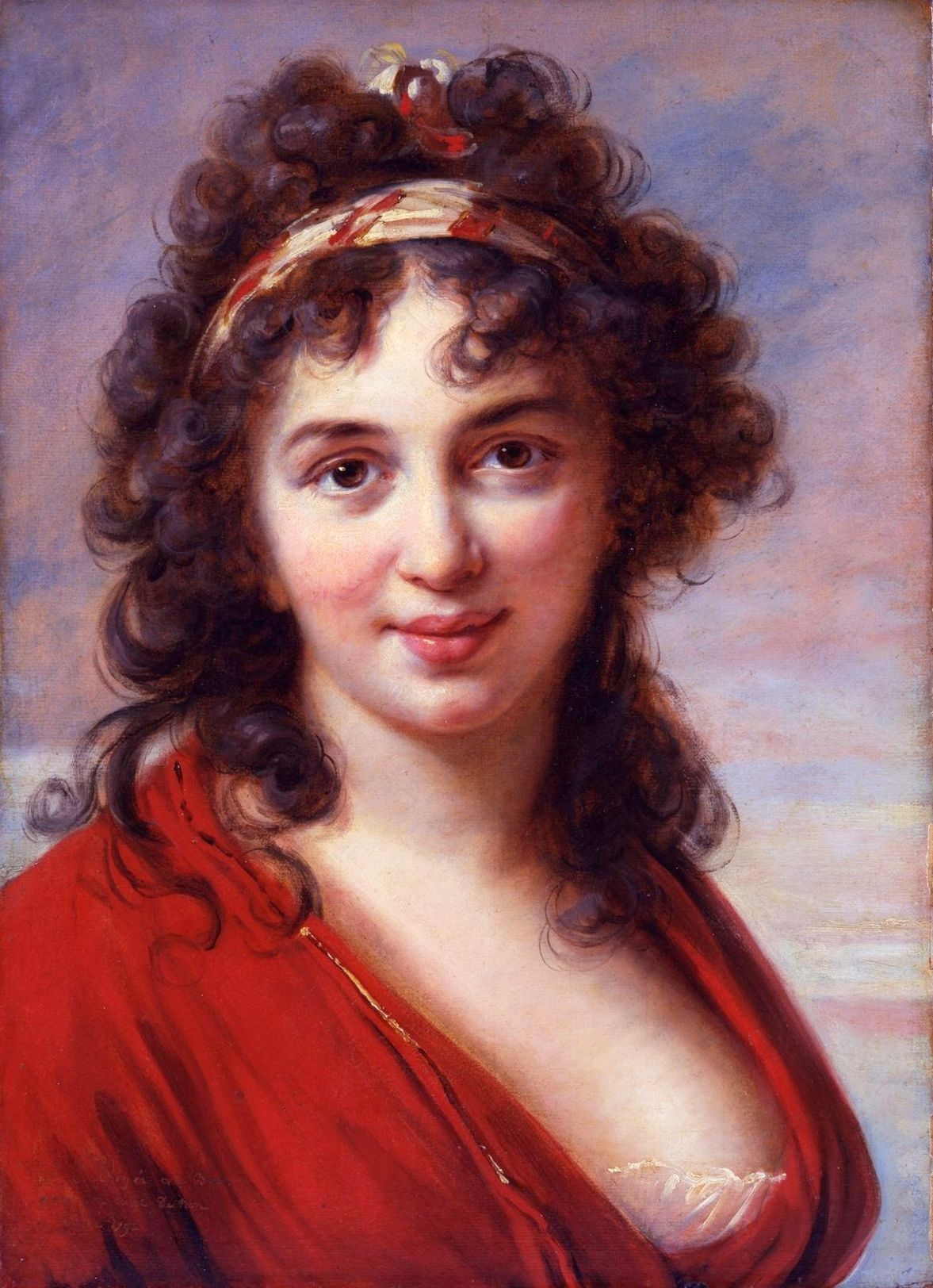
Isabella Teotochi Albrizzi (1792), Museo d'arte di Toledo, Toledo (Ohio).
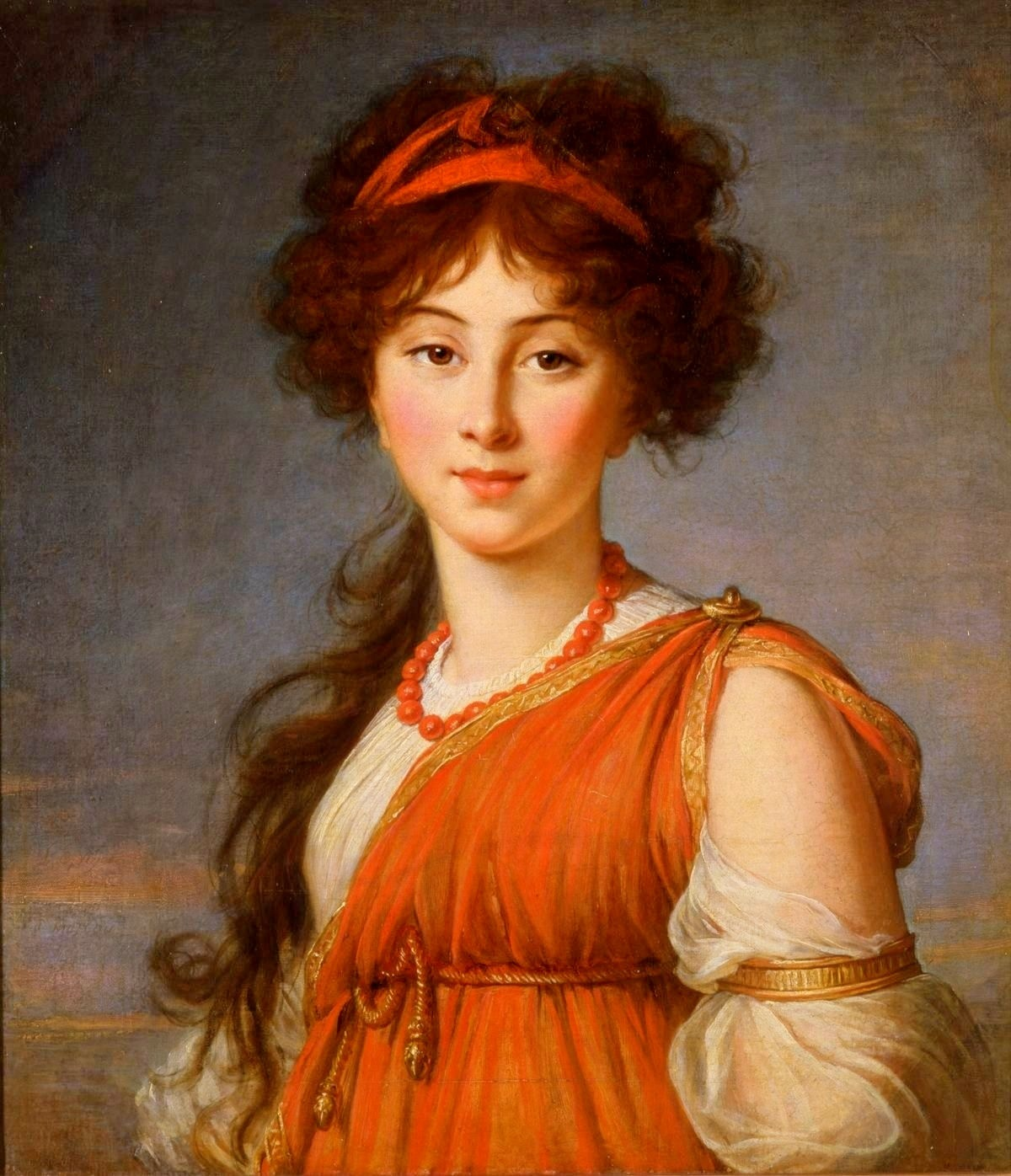
Ritratto di Varvara Ivanovna Ladomirsky (1800). Museo d'arte di Columbus, Columbus (Ohio).